# Ванг Ђао
Ванг Ђао (Шенјанг, 20. јануар 1988) је кинеска рвачица и олимпијски победница. На Олимпијским играма у Пекингу освојила је златну медаљу и тако поновила успех своје сународнице Ванг Су из Атине 2004. У Лондону 2012. била је пета. На Светском првенству за јуниоре 2007. освојила је злато. Са првенстава Азије има по једно злато, сребро и бронзу.

## Рееференце
1. ↑  „Wang Jiao at www.iat.uni-leipzig.de”. iat.uni-leipzig. Архивирано из оригинала 25. 09. 2015. г. Приступљено 2016-11-14.